# Adenandra odoratissima
Adenandra odoratissima är en vinruteväxtart. Adenandra odoratissima ingår i släktet Adenandra och familjen vinruteväxter.

## Underarter
Arten delas in i följande underarter:
- A. o. odoratissima
- A. o. tenuis